# Simona Rinieri
Simona Rinieri; także Simona Rinieri-Dennis (ur. 1 września 1977 roku w Rawennie) – włoska siatkarka, była reprezentantka Włoch. Jedna z najlepszych włoskich siatkarek, grająca na pozycji przyjmującej. Jej macierzysty klub to Portuali Ravenna. Obecnie występuje w rosyjskiej Superlidze, w drużynie Leningradki Petersburg.
8 listopada 2002 roku została odznaczona Orderem Zasługi Republiki Włoskiej za złoty medal Mistrzostw Świata.

## Życie prywatne
W 2006 wyszła za mąż, za kubańskiego siatkarza Ángela Dennisa. Ich małżeństwo zakończyło się jednak w 2007 roku.

## Kluby
| Klub                   | Kraj    | od        | do        |
| Portuali Ravenna       | Włochy  | 1997–1998 | 1997–1998 |
| Foppapedretti Bergamo  | Włochy  | 1999–2000 | 2000–2001 |
| Tecnomec Volley Forli  | Włochy  | 2002–2003 | 2002–2003 |
| RC Cannes              | Francja | 2003–2004 | 2003–2004 |
| Scavolini Pesaro       | Włochy  | 2004–2005 | 2004–2005 |
| Vini Monteschiavo Jesi | Włochy  | 2005–2006 | 2009–2010 |
| Atom Trefl Sopot       | Polska  | 2010–2011 | 2010–2011 |
| Despar Perugia         | Włochy  | 2010–2011 | 2010–2011 |
| LIU•JO Volley Modena   | Włochy  | 2011–2012 | 2012–2013 |
| Leningradka Petersburg | Rosja   | 2013–2014 |           |

## Osiągnięcia

### klubowe
- Mistrzostwo Francji:  2004
- Mistrzostwo Włoch:  2007
- Puchar Francji:  2004
- Puchar CEV:  2006
- Liga Mistrzyń:  2000
- Puchar Challenge  2009

### reprezentacyjne
- Mistrzostwa Europy:  2005
- Mistrzostwa Europy:  1999
- Mistrzostwo Świata:  2002
- World Grand Prix:  2004, 2005
- World Grand Prix:  2006

## Nagrody indywidualne
- MVP Pucharu Challenge: 2009

## Odznaczenia
- : odznaczona Orderem Zasługi Republiki Włoskiej - Kawaler (Rzym, 8 listopada 2002 r.)